# Tom Weiskopf
Thomas Daniel Weiskopf (Massillon, 9 novembre 1942 – Big Sky, 21 agosto 2022) è stato un golfista statunitense.
Tom Weiskopf ha conseguito grandi risultati soprattutto tra la fine degli anni sessanta e i primi anni ottanta, ottenendo ben 16 vittorie nel PGA Tour e 2 nello European Tour tra il 1968 e il 1982. 
Nel 1973 al Royal Troon Golf Club vinse il suo unico major championship, l'Open Championship, esprimendo un gioco elegante e potente, che gli consentì di prevalere di una lunghezza su Johnny Miller e Neil Coles e di due sull'Orso d'oro Jack Nicklaus (suo precettore), autore di uno spettacolare ultimo giro in 65 colpi.